# Rafałki
Rafałki (dawniej Rafałów) – dawniej samodzielna wieś, od 1988 część miasta Aleksandrowa Łódzkiego w województwie łódzkim, w powiecie zgierskim. Leżą na północy miasta, w rejonie ulicy Rafałki.
Historycznie i przestrzennie związany z pobliską Brużycą Wielką.

## Historia
Rafałów był dawniej samodzielną wsią i osadą młyńską, od 1867 w gminie Brużyca; pod koniec XIX wieku liczył 66 mieszkańców. W okresie międzywojennym należał do powiatu łódzkiego w woj. łódzkim. W 1921 roku liczył 70 mieszkańców. 27 marca 1924 zniesiono gminę Brużyca, a Rafałów włączono do nowo utworzonej gminy Brużyca Wielka. 1 września 1933 ustanowiono gromadę (sołectwo) Szatonia w granicach gminy Brużyca Wielka, w skład której weszły wsie Brużyca Wielka i Rafałki (odtąd pojawia się nazwa Rafałki).
Podczas II wojny światowej włączona do III Rzeszy. Po wojnie Rafałki powróciły do powiatu łódzkiego w woj. łódzkim, nadal jako część gromady Brużyca Wielka, jednej z 20 takich gminy Brużyca Wielka. W związku z reorganizacją administracji wiejskiej jesienią 1954, Rafałki weszły w skład nowej gromady Brużyca Wielka. W 1971 roku ludność wsi (wraz z Brużycą Wielką) wynosiła 126.
Od 1 stycznia 1973 w gminie Aleksandrów Łódzki. W latach 1975–1987 miejscowość należała administracyjnie do województwa łódzkiego.
1 stycznia 1988 Brużycę Wielką z Rafałkami włączono do Aleksandrowa Łódzkiego.